# Castel Goffredo
Castel Goffredo är en ort och kommun i provinsen Mantua i regionen Lombardiet i norra Italien. Kommunen hade 12 733 invånare (2018) och gränsar till kommunerna Castiglione delle Stiviere, Medole, Ceresara, Casaloldo, Asola, Casalmoro, Acquafredda och Carpenedolo.